# Hanstholm
Hanstholm é um município da Dinamarca, localizado na região noroeste, no condado de Viborg.
O município tem uma área de 216,09 km² e uma  população de 5 819 habitantes, segundo o censo de 2004.